# Steinfelden (Gemeinden Pettenbach, Steinbach am Ziehberg)
Steinfelden ist ein Ort in den Gemeinden Pettenbach und Steinbach am Ziehberg im Bezirk Kirchdorf in Oberösterreich. Der nördliche Teil des Ortes bildet eine Ortschaft der Marktgemeinde Pettenbach mit 107 Einwohnern (Stand: 1. Jänner 2024). Der südliche Teil gehört zur Ortschaft Steinbach am Ziehberg in der gleichnamigen Gemeinde.
Der Ort befindet sich im äußersten Südwesten des Gemeindegebietes von Pettenbach auf dem Schwemmkegel des Steinbaches, der hier in die Alm mündet, einer früher auch verkehrsgeographisch wichtigen Stelle. Der Ort liegt in unmittelbarer Nachbarschaft zu Viechtwang und Scharnstein, einige Gebäude befinden sich aber in der Gemeinde Steinbach am Ziehberg, die sich von hier nach Osten ins Tal des Steinbaches erstreckt. Erstmals erwähnt wurden 6 Häuser in Steinfelden am Ende des 10. Jahrhunderts im Urbar der Grundherrschaft Kremsmünster.